# تشاد فولك
تشاد فولك هو لاعب كرة قدم كندية كندي، ولد في 28 أكتوبر 1972 في كيلونا في كندا.